# Močvirska kačunka
Močvirska kačunka (znanstveno ime Calla palustris) je rastlina iz družine kačnikovk in edina predstavnica rodu kal (kačunk). 

## Opis
Poganja 15 cm visoke poganjke. Med majem in junijem cveti z zelenimi cvetovi (v obliki betiča), ki so obdani z belim ovršnim listom. Jeseni se iz njih razvijejo rdeči plodovi. Je večletna zelnata rastlina, ki zraste do 40 cm v višino. Ima goste, živozelene, srčaste liste. Pozimi listi odmrejo in na tleh ostanejo le dolga plazeča stebla. Pod zemljo ima korenike. 

## Rastišča
Raste v gozdnih močvirjih, jelševih in brezovih močvirnatih gozdovih, na barjih v Evropi, Sibiriji in Severni Ameriki. V srednji Evropi je redka in v Sloveniji je na seznamu ogroženih vrst.